# Luzonogryllus scotophilus
Luzonogryllus scotophilus är en insektsart som beskrevs av Yamasaki 1978. Luzonogryllus scotophilus ingår i släktet Luzonogryllus och familjen syrsor. Inga underarter finns listade i Catalogue of Life.